# Macropharyngodon meleagris
Macropharyngodon meleagris е вид лъчеперка от семейство Зеленушкови (Labridae).

## Разпространение
Видът е разпространен в Австралия, Американска Самоа, Вануату, Виетнам, Гуам, Индонезия, Кирибати, Кокосови острови, Малайзия, Малки далечни острови на САЩ, Маршалови острови, Мианмар, Микронезия, Науру, Ниуе, Нова Каледония, Остров Рождество, Острови Кук, Палау, Папуа Нова Гвинея, Питкерн, Провинции в КНР, Самоа, Северни Мариански острови, Соломонови острови, Тайван, Тайланд, Токелау, Тонга, Тувалу, Уолис и Футуна, Фиджи, Филипини, Френска Полинезия и Япония.